# Eurohippus

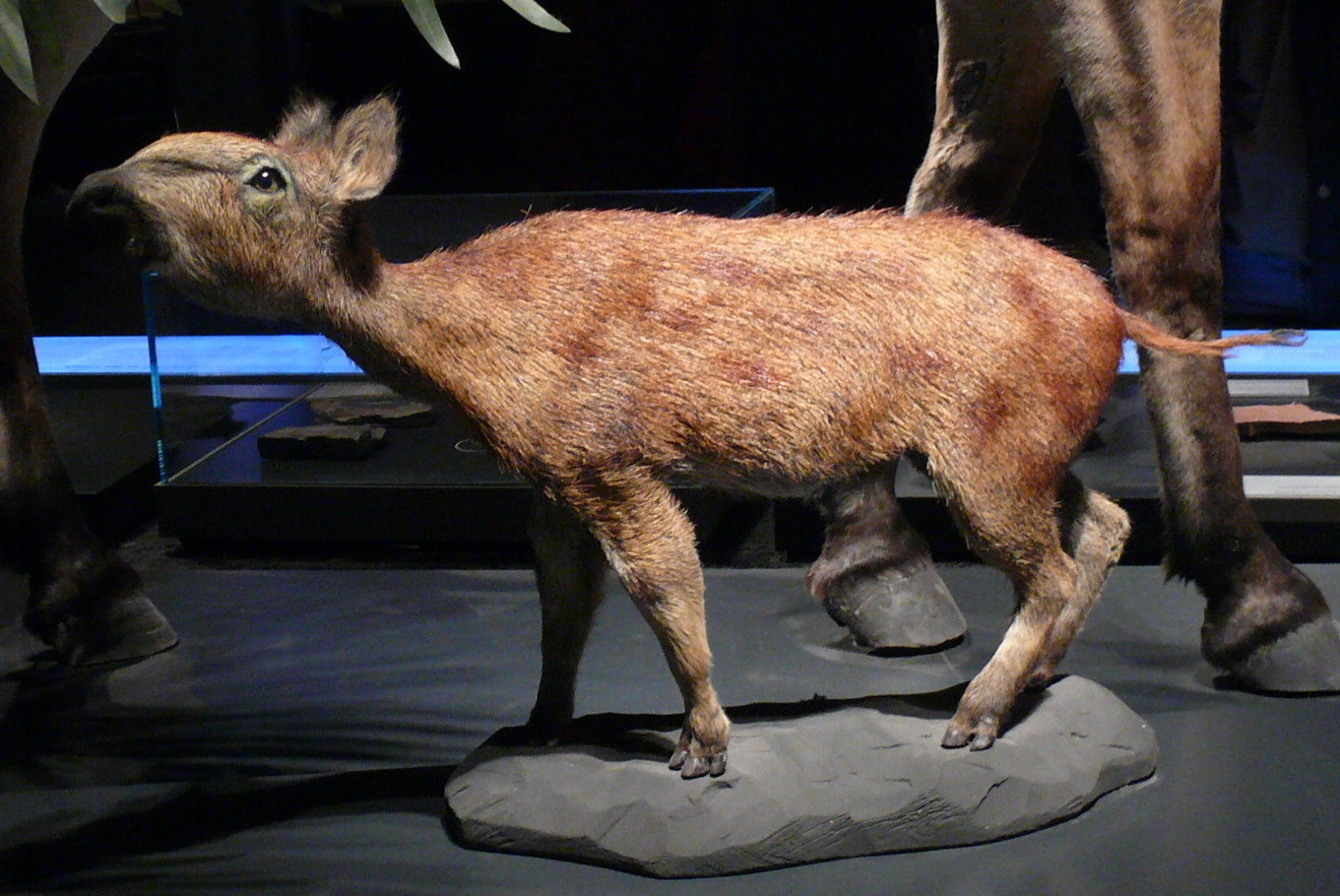
Modelo de E. parvulus.

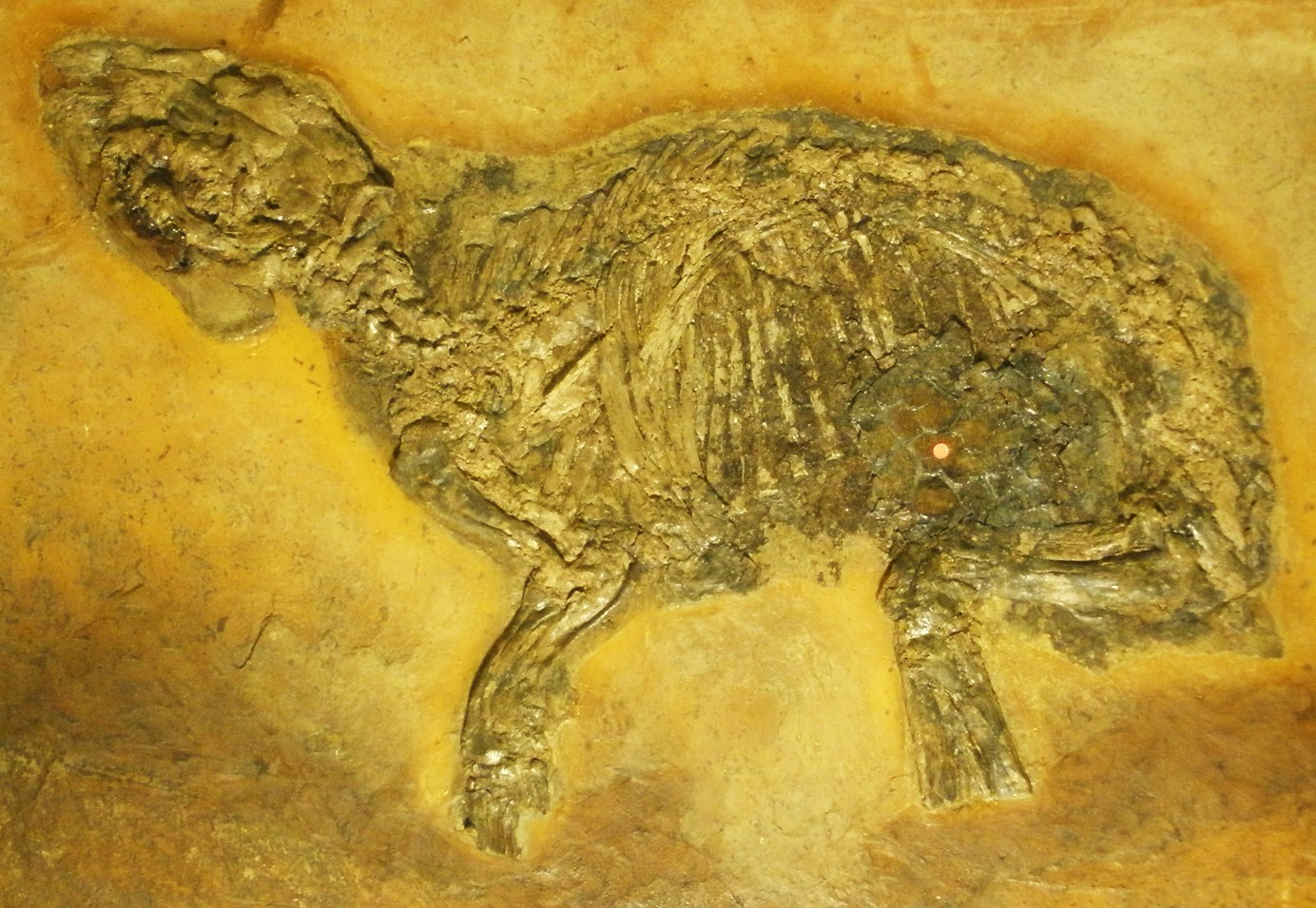
Fósil de E. parvulus.

Eurohippus es un género extinto de mamífero équido que vivió durante el Eoceno en Alemania, Francia y Suiza. Las especies pertenecientes a este género fueron consideradas por un largo tiempo como parte de Propalaeotherium y Lophiotherium. Un espécimen preñado fue descrito en 2015.